# John Ensign
John Eric Ensign (Roseville (Californië), 25 maart 1958) is een Amerikaanse dierenarts en voormalig politicus voor de Republikeinse Partij. Hij was senator voor Nevada van 2001 tot 2011. Daarvoor was hij van 1995 tot 1999 afgevaardigde voor het 1e district van Nevada.
- Library of Congress Control Number: no2012002093
- SNAC: w6j49j40
- Biographical Directory of the United States Congress: E000194
- Virtual International Authority File: 224792785
- WorldCat: E39PBJmdxWYfT6wbQkQQMw86Kd